# Кар'єрні екскаватори-лопати
Кар'єрні екскаватори-лопати (рос. карьерные экскаваторы-лопаты, англ. shovels for open-cast mines, нім. Abbaubagger m: Tiefbaggerschaufel f und Löffel-Hochbagger m) – пряма і зворотна лопата, призначені для розробки і навантаження в транспортні засоби корисних копалин. 
Пряма механічна лопата здійснює черпання знизу до гори від місця стояння. під дією металевих канатів, завдяки чому наповнюється породою ківш екскаватора. 
Зворотна механічна лопата здійснює копання зверху вниз від місця стояння. Екскаватори, у яких замість металевих канатів застосовують гідравлічні циліндри називають гідравлічними (див. гідравлічний екскаватор). 
Приклад вітчизняних кар'єрних екскаваторів-лопат – екскаватори типу ЭКГ-5Н, ЭКГ-10Н, ЭВГ-15, ЭВГ-35.65М виготовлення Новокраматорського машинобудівного заводу. 
Їх параметри: 
- місткість ковша 5-35 м3;
- робочий цикл 23-83 с;
- довжина стріли 10,5-65 м;
- радіус копання 14,5-65 м;
- радіус вивантаження 12,3-62 м;
- висота копання 10,3-40 м;
- висота вивантаження 6,7-45 м; робоча маса 200-3850 т.